# ポーラ・ケリー (歌手)
ポーラ・ケリー（Paula Kelly、1919年4月6日 – 1992年4月2日）は、アメリカ合衆国のビッグバンド歌手。

## 生い立ち
ケリーは、アメリカ合衆国ペンシルベニア州グローブ・シティで、父ハーバート・オーガスタス博士 (Dr. Herbert Augustus) と母ジュリア・クラリス（旧名：ケネディ）・ケリー (Julia Clarice (née Kennedy) Kelly) の間に生まれた。

## 経歴
ケリーは、ディック・スタービル、アーティ・ショウ、アル・ドナヒューといったバンドリーダーたちが率いた楽団で歌った。1941年はじめ、彼女はグレン・ミラーの楽団に加わった。
当初、ソロで歌っていたケリーだったが、程なくしてザ・モダニアーズの女性リードボーカルとなり、元々3人編成のトリオから始まり、4人のカルテットを経たこのグループは、4人の男性歌手と彼女から成るクインテットとなった。このグループとして最初に録音した「パーフィディア (Perfidia)」で、彼らはドロシー・クレアと一緒にこの曲を歌った。
1942年、グレン・ミラーが第二次世界大戦の軍務に就き、彼の楽団は解散となった。その後も、ケリーをリード歌手としたザ・モダニアーズは、グループとして1978年まで活動を続け、様々な場所でスウィング時代の音楽を生かしたパフォーマンスを披露した。

## 私生活
ケリーは、ザ・モダニアーズのオリジナル・メンバーのひとりであったハル・ディキンソン (Hal Dickinson) と、グループに加わって間もなかった1939年12月31日に結婚した。ふたりの間には3人の娘たちが生まれ、1970年11月18日に夫が先立つまで添い遂げた。1976年、彼女はリチャード・L・ターナー (Richard L. Turner) と再婚し、彼女の死まで添い遂げることとなった。ふたりは、ラグナ・ビーチに一緒に住んでいた。ケリーは、73歳の誕生日を迎える4日前の1992年4月2日に、カリフォルニア州コスタメサの病後療養施設で亡くなった。